# De Moderne Doorbraak

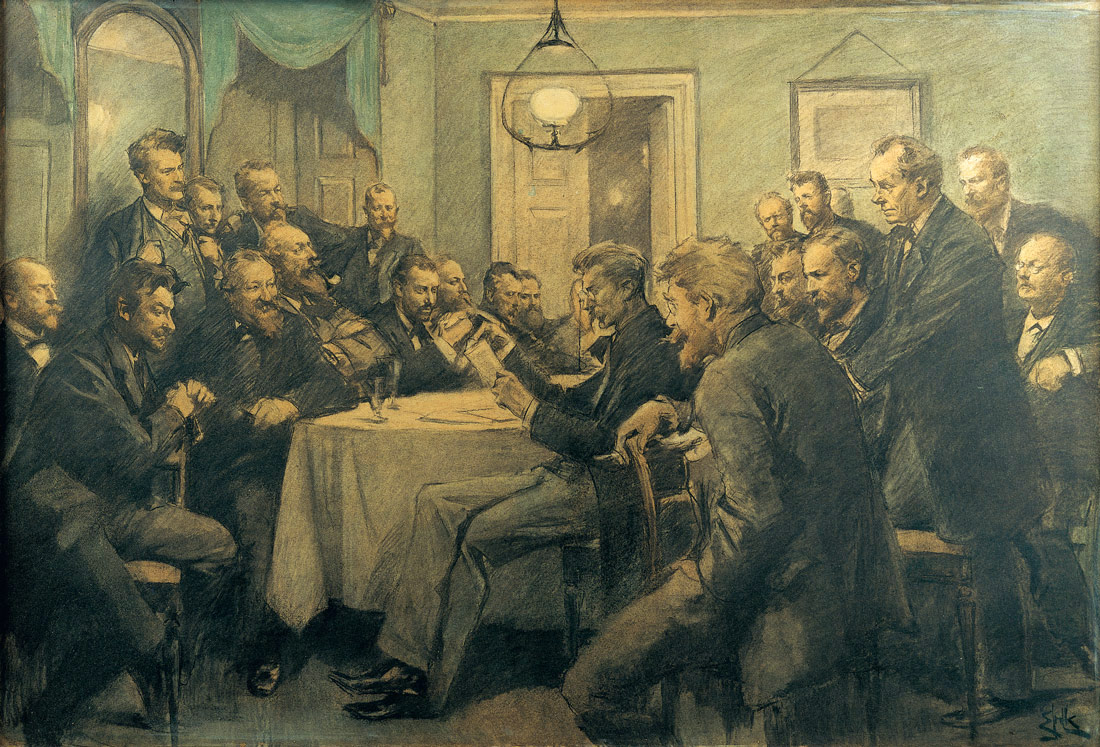
J.P. Jacobsen leest voor tijdens een bijeenkomst van Det Moderne Gennembrud. Zittend, tweede van links, Georg Brandes. Ook op de tekening staan de dichters, schrijvers en schilders Holger Drachmann, Viggo Johansen, P.S. Krøyer, Karl Madsen, Kristian Zahrtmann, Karl Adolph Gjellerup, Laurits Tuxen en Michael Ancher. Tekening gemaakt in 1910 door Erik Henningsen.

De moderne doorbraak (Deens: Det Moderne Gennembrud) is de term voor de periode van sterke economische groei van 1870 tot 1900 in Scandinavië, met name in Denemarken. Het is tevens de term voor een nieuwe literaire beweging die in diezelfde periode ontstond in de Deense literatuur en zich ook uitstrekte naar de Noorse en Zweedse literatuur, waarbij naturalisme en realisme de ouderwetse romantiek vervingen.

## Economie
De economische groei ontstond vooral vanwege nieuwe landbouwtechnieken en lage graanprijzen. Er werden verschillende coöperaties opgericht, waardoor de armoede onder de boeren meer en meer verdween. De Deense stad Kopenhagen groeide in deze periode naar 400.000 inwoners. Deze "Danske guldalder" (Deense Gouden Eeuw) in de 19e eeuw in zowel economisch als cultureel opzicht, wordt in Denemarken nog steeds gevierd onder de naam Golden Days Festival.

### Schrijvers
Tot schrijvers van De Moderne Doorbraak worden gerekend:
- Denemarken:
  - Georg Brandes
  - J.P. Jacobsen
  - Henrik Pontoppidan
  - Karl Gjellerup
  - Holger Drachmann
  - Herman Bang
  - Carl Ewald
  - Sophus Schandorph
  - Johan Skjoldborg

- Noorwegen:
  - Henrik Ibsen
  - Bjørnstjerne Bjørnson
  - Alexander Kielland
  - Jonas Lie
  - Arne Garborg
  - Hans Jæger
  - Amalie Skram

- Zweden:
  - August Strindberg
  - Viktor Rydberg (gedeeltelijk)
  - Victoria Benedictsson